# やすらい祭
やすらい祭（やすらいまつり）は、京都市北区で行われる祭の一つである。特に、今宮神社で行われる大祭として知られる。漢字で安楽祭・夜須礼祭と書く。

## 概要
「夜須礼（やすらい）」「鎮花祭」｢やすらい花｣ともいう。1987年（昭和62年）に、４団体そろって国の重要無形民俗文化財に指定されており（指定名称「やすらい花」）、地域に根差した民俗行事として、鞍馬寺の鞍馬の火祭、広隆寺の太秦の牛祭とともに京都の三大奇祭の一つに数えられている。次のような言い伝えが有名である。
平安時代後期、洛中に疫病や災害が蔓延し、京都の人々を大いに悩ませた。天変地異はすべて御霊（怨霊）の所業と考えられていた当時、これらを鎮めるために各所で御霊会（ごりょうえ）が営まれた。疫神（やくじん）の託宣により、今宮神社が創祀（そうし）されたと伝えられる。社伝によると、桜の散り始める陰暦3月に疫病が流行したので、花の霊を鎮め、無病息災を祈願したのが祭りの起こりという。
鎌倉時代後期に成立したとされる『百練抄』には、1152年（仁平4年）の内容に、紫野社（今宮社）の夜須礼についての記載がある。また、1780年（安永9年）の『都名所図会』には、当時の祭の様子が描かれている。
現在は、今宮神社（紫野今宮町）、玄武神社（紫野雲林院町）、川上大神宮（西賀茂南川上町）、上賀茂（上賀茂岡本町）の4つのやすらい踊保存会によって伝承されており，踊りかたや囃子言葉はそれぞれの保存会により相違する。
昭和５２年３月３１日発行の『やすらい花調査報告書』（やすらい踊保存団体連合会発行）によると、玄武のやすらい花は「旧雲林院地区のやすらい花は１６１７年（元和３年）雲林院村の火災で祭りの維持ができなく，明治の初中期に衰退していたやすらいを再興したものと伝えるが」と記載されている。
今日では「旧雲林院村のやすらい祭」が復活して，玄武神社が中心に行い「玄武やすらい祭」と言われています。
やすらい祭の発祥は、玄武神社であるとされる正式な書物が玄武神社に保管されている。玄武神社では「玄武やすらい祭」「正統やすらい祭り」といわれている。
国指定重要無形民俗文化財「やすらい花」（昭和62年（1987）1月8日指定）。

## 祭事の流れ
毎年4月の第2日曜日（上賀茂のみ、葵祭と同じ5月15日）に行われる。花傘を先頭に、風流（ふりゅう）の装いを凝らして、鉦（かね）や太鼓をたたき、踊りながら氏子区域をくまなく練り歩き，疫病を納める。
最後に神社に参拝して（それぞれの保存会により相違する。）、無病息災を祈願する。囃（はや）したり踊ったりするのは、豊かな稲の実りを祈るとともに、花の精にあおられていたずらをして回る疫神を、踊りの中に巻き込んで鎮めるためといわれている。
　今宮やすらい，川上やすらい，上賀茂やすらい（今宮遥拝）は，今宮神社の疫神（やくじん）を参拝する。
　玄武やすらいは，今宮神社の疫神（やくじん）を参拝は行わない。
祭の行列は、｢練り衆｣と呼ばれる。旗、榊台（さかきだい）、唐櫃（からびつ）、鉾、御幣（ごへい）などの後に、花傘を先頭に20名（各保存会により人数は相違する。）ほどの踊りの一団が続く。この一団には、世話役のほかに、間鼓（子鬼）、大鬼（鉦、太鼓）、囃子方（笛）がおり、赤毛・黒毛の鬼たちが、笛や太鼓のお囃子(はやし)に合わせて、長い髪を振り乱しながら、「やすらい花や」の掛け声とともに踊り、練り歩く。
　頭につける飾りや跳ね回る踊り方はユダヤ人の踊りに類似し「やすらい」は「イスライ（ユダヤ）」起源とも。
小学3年生までは「子鬼」、もう少し上の学年になると「囃子方」を担当する。中学、高校生になると「大鬼」になって、鉦や太鼓をたたきながら踊る。保存会では、こうした子供たちの先輩が，踊りや囃子の手ほどきを行い、代々伝承している。
この行列は、朝から夕方まで練り歩く途中で、橙色の布を軒先に垂らした家の前で止まって踊りを披露する（玄武神社のやすらい祭りの巡航状況）。
祭礼の巡航時間や囃子言葉は，各保存会によりそれぞれ違う。
このときには、皆が競って花傘に入って、悪霊退散と無病息災を祈願する。町内ごとに休憩所（床几）が設けられており、歩き疲れ、踊り疲れた一団の労がねぎらわれる。
神社の境内では、大鬼が大きな輪になってやすらい踊りを奉納する。桜の花を背景に神前へ向かい、激しく飛び跳ねるように、そしてまた緩やかに、「やすらい花や」の声に合わせて踊る。

## 映像資料
公益財団法人京都市文化観光資源保護財団と京都市文化財保護課による「京都の歴史と文化 映像ライブラリー」において記録映像が公開されている。
- 風流踊やすらい花 ─やすらい踊─　16分16秒 製作年月：昭和51年（1976）7月  製作：京都市文化観光局（企画）  制作：京都映画株式会社（製作）

- 京都をつなぐ無形文化遺産 ─やすらい花─　15分15秒  製作年月：平成31年度（2019）3月  製作：京都をつなぐ無形文化遺産普及啓発実行委員会  制作：株式会社響映KYTOTO　SCAPE、株式会社ビジョンエース（撮影・編集）